# Flettner Fl 184
El Flettner 184 fue un autogiro de reconocimiento nocturno y antisubmarino alemán desarrollado durante la década de 1930.

## Diseño
El Fl 184 era un autogiro de dos asientos con una cabina cerrada. Los rotores Fl 184 tenían una longitud de 12 m y un sistema de control de paso cíclico . La potencia del autogiro era suministrada por un motor radial Siemens-Halske Sh 14A de 160 CV (160 CV) que impulsaba una hélice de madera de dos palas .

## Historia
El único Fl 184, con registro D-EDVE , estaba programado para reconocimiento nocturno a fines de 1936. Sin embargo, antes de que pudieran realizarse estas pruebas, se incendió mientras estaba en vuelo y se estrelló.
Después del accidente, el programa completo fue cancelado y no se fabricaron más aviones.

## Especificaciones
Referencia datos: 

### Características generales
- Tripulación: 2
- Diámetro rotor principal: 12 m